# Empfangs-, Wahrheits- und Versöhnungskommission von Osttimor

Logo der CAVR

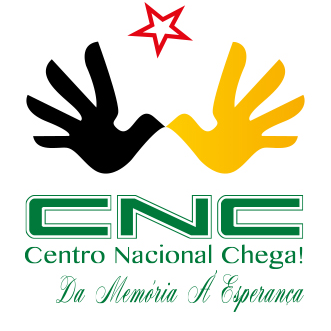
Logo des CNC

Die unabhängige Empfangs-, Wahrheits- und Versöhnungskommission von Osttimor (Comissão de Acolhimento, Verdade e Reconciliacão de Timor-Leste, kurz CAVR) wurde 2000 von den Vereinten Nationen und der Regierung Osttimors gegründet, um die Menschenrechtsverletzungen, die zwischen dem 25. April 1974 und 25. Oktober 1999, im heutigen Osttimor, von den verschiedenen Seiten begangen wurden, zu untersuchen. Dafür wurden Aussagen von Zeugen, Opfern und Tätern gesammelt und öffentliche Anhörungen durchgeführt. Der Zeitraum betrifft den Bürgerkrieg zwischen der FRETILIN und der UDT am Ende der portugiesischen Herrschaft auf Timor und die darauf folgende 24-jährige Besatzung durch Indonesien. Außerdem sollte die CAVR die Aussöhnung in der Gesellschaft Osttimors durch Versöhnungsprozesse ermöglichen. 2002 wurde Aniceto Guterres Lopes zum Vorsitzenden der CAVR bestimmt. 2017 wurde das Centro Nacional Chega! (CNC) gegründet, dass die Ergebnisse der Forschungen der CAVR verwaltet.

## Der Name
Die Bezeichnung „Acolhimento“ (Empfang) wurde gewählt, um zu betonen, dass mit in die Versöhnung auch die hunderttausenden Flüchtlinge in Westtimor miteinbezogen sind. Viele haben sich in der Besatzungszeit minderschwerer Vergehen schuldig gemacht oder haben einfach nur für einen Anschluss Osttimors an Indonesien Partei ergriffen. Aus Angst vor Rache blieben diese Osttimoresen nach Abzug der Indonesier zunächst im Westen.

## Tätigkeit
Der Chef der UN-Verwaltung Sérgio Vieira de Mello unterzeichnete im Juli 2001 die Regulation 2001/10 zur Einrichtung der CAVR. In der Verfassung, des 2002 unabhängig gewordenen Osttimors, wurde die Arbeit der Kommission verankert. Aus 300 von der Bevölkerung vorgeschlagenen Kandidaten wurden die nationalen und regionale Kommissare ausgewählt. Die sieben nationalen Kommissare wurden am 21. Januar 2002 vereidigt. Diese waren:
- Aniceto Guterres Lopes, Gründer der bedeutenden Menschenrechtsorganisation „Yayasan Hak“
- Jacinto Alves, Koordinator der Vereinigung der ehemaligen politischen Gefangener
- Maria Olandina Isabel Caeiro Alves, Vorsitzende der Organisation „Frauen gegen Gewalt“
- Isabel Amaral Guterres, Mitarbeiterin des Jesuiten-Flüchtlingsdiensts
- Pater Jovito Araújo, katholischer Priester und ehemaliges Mitglied des studentischen Widerstandes RENETIL
- José Estevão Soares, Mitglied einer pro-indonesischen Vereinigung
- Agostinho de Vasconselos, Pfarrer der Protestantischen Kirche in Osttimor

30 regionale Kommissare und 250 Mitarbeiter arbeiteten, unterstützt von internationalen Experten, in 13 Distriktsteams. Außerdem gab es ein beratendes Gremium, zu dem beispielsweise der am 7. September 2004 ermordete indonesische Menschenrechtsanwalt Munir Said Thalib gehörte. Der Hauptsitz der CAVR befand sich in Dilis Stadtteil Balide. Er wurde im ehemaligen Gefängnis Comarca eingerichtet, das noch aus der portugiesischen Kolonialzeit stammt. Während der indonesischen Besetzung wurden hier politische Gefangene gefoltert. Die letzten Insassen wurden im September 1999 befreit. Ab Januar 2002 wurde das verlassene Gebäude renoviert und ab dem 17. Februar 2003 zum Sitz der CAVR. 65 Graffiti von osttimoresischen Künstlern erzählen von der Zeit der Besatzung. Die acht Einzelhaftzellen wurden im Originalzustand belassen. Außerdem gibt es eine Bibliothek und ein Dokumentationszentrum. Seit Ende der Arbeit der CAVR führt die Erinnerungsstätte die Vereinigung ehemaliger politischer Gefangener (ASSEPOL). Neben dem Hauptsitz in Comarca gab es noch sechs Regionalbüros.
In den Flüchtlingslagern in Westtimor warb man für die Rückkehr. Einmal die Woche wurde eine Radiosendung ausgestrahlt, die über den Versöhnungsprozesse und die Integrationsarbeit berichtete und Nachrichten von Angehörigen in der Heimat für die Flüchtlinge und umgekehrt ausstrahlte. In beiden Teilen Timors verteilte man T-Shirts, Sticker und Broschüren mit dem Schriftzug „CAVR – Der Weg zum Frieden“. Rückkehrer wurden ab der Grenze bis in den Heimatort von der CAVR betreut und beim Integrationsprozess geholfen.
Die öffentliche Arbeit endete im April 2004. Am 31. Oktober 2005 übergab die CAVR an Osttimors Präsident Xanana Gusmão einen über 2.000 Seiten starken Bericht namens Chega! (genug, stop) über die Auswirkungen der indonesischen Besatzung und die Menschenrechtsverletzungen zwischen 1974 und 1999. Im November wurde eine Kopie dem Parlament Osttimors und am 20. Januar 2006 der UN ausgehändigt. Die australische Zeitung The Australian, die singapurer The Straits Times und andere Zeitungen veröffentlichten Inhalte aus dem Bericht schon zuvor, nachdem er ihnen zugespielt wurde. Die Veröffentlichung des Berichts führte zu Verstimmungen in der osttimoresischen Regierung, die dadurch die Beziehungen zu Indonesien weiter belastet sieht, zumal die indonesische Regierung vorher nicht die Gelegenheit hatte den Bericht genauer zu studieren.
Die CAVR sprach mit 8.000 Zeugen, untersuchte 319.000 Grabsteine im ganzen Land und kam zu dem Schluss, dass zwischen 1975 und 1999 bis zu 183.000 osttimoresische Zivilisten umkamen – von insgesamt 800.000 Einwohnern. 18.600 seien ermordet worden, weitere 84.200 verhungerten oder starben an Krankheiten. 8.500 Folterfälle habe es gegeben. 70 % aller Morde hätten indonesische Sicherheitskräfte begangen. Der Rest geht aufs Konto osttimoresischer Kollaborateure, aber auch Freiheitskämpfer haben getötet. The Australian zitiert weiter, die Besatzer hätten „beschlossen, Verhungernlassen als Kriegswaffe einzusetzen“. Außerdem würde im Bericht vom Verbrennen oder Vergraben von lebenden Menschen, Abschneiden von Ohren und Genitalien und vom Einsatz von Napalm berichtet. „Systematische Exekutionen, Folter, Vergewaltigungen und sexuelle Sklaverei waren offiziell von Indonesien akzeptiert“, so die CAVR. Die CAVR warf Regierungsbeamten und indonesischen Ministern vor von den geplanten Einschüchterungen und die Strategie der verbrannten Erde gewusst zu haben. Anstatt sie aufzuhalten, unterstützten sie diese direkt, heißt es im Bericht. Die CAVR empfahl, die Täter vor Gericht zu stellen und Entschädigungen von Indonesien zu fordern. Ebenso von Staaten, die das Suhartoregime militärisch unterstützten, wie die USA und Großbritannien.
Auch der FRETILIN wurden für die Zeit von 1974 bis 1999 Menschenrechtsverletzungen vorgeworfen. Im Bericht werden 1.297 illegale Tötungen (Mord), 71 Fälle von Verschwinden von Personen, über 3.000 Verhaftungen, fast 1.000 Fälle von Misshandlungen, sexuelle Übergriffe, über 400 Fälle von Zwangsumsiedlung, erzwungene Rekrutierung und Zerstörung von Privateigentum aufgeführt. Diese Vorfälle fanden aber mehrheitlich in den 1980ern statt.
Präsident Xanana Gusmão sagte über die CAVR, sie hätten „grandiosen Idealismus, der weit über konventionelle politische Grenzen geht“. Gusmão warb für ein gutes Verhältnis mit dem inzwischen demokratischen Indonesien. Er hielt an der von ihm gegründeten Commission for Truth and Friendship CTF und ihrem Ziel „Aufarbeitung ohne Strafverfolgung“ fest. Sie folgte dem Vorbild der südafrikanischen Wahrheitskommission (Wahrheits- und Versöhnungskommission), die die Apartheidzeit aufarbeitete ohne Täter vor Gericht zu stellen.
Nach der Beendigung der Arbeit wurde Agustinho de Vasconselos Executive Director des Secretariado Técnico Pós-Comissão de Acolhimento, Verdade e Reconciliação (STP-CAVR), das am 20. Dezember 2005 gegründet wurde. 2014 trat er von diesem Amt zurück. Ihm folgte Guilherme Gonçalves Caeiro und nach dessen Tod am 21. Juli 2016 Aventino de Jesus Baptista Ximenes. 2017 wurde das Centro Nacional Chega! als Nachfolger gegründet.

## Aufrufe
Mit zwei Aufrufen wendete sich die CAVR an die Bevölkerung und bat um Mitarbeit:

„Unsere Vision

Wir möchten dazu beitragen, die Grundlagen für anhaltenden Frieden in Osttimor zu schaffen, indem wir alle Osttimoresen und Osttimoresinnen in unsere Arbeit einbeziehen.

Dadurch dass wir uns unsere schwierige Vergangenheit anschauen und die Wahrheit über die Menschenrechtsverletzungen anerkennen, hoffen wir, zum Prozess der Gerechtigkeit und der Versöhnung in unserem Land beizutragen. Gerechtigkeit erfordert die Anerkennung der Wahrheit und dass die Einzelnen die Verantwortung für ihre Taten übernehmen. Versöhnung bedeutet, dass wir diesen Weg offenen Herzens für den Wiederaufbau der sozialen Beziehungen beschreiten, die durch den politischen Konflikt in unserem Land beschädigt wurden. Wir möchten mit den Gemeinden diesen Prozess beschreiten, mit dem Ziel, die Wunden der Opfer, der Familien und der Nation als Ganzes zu heilen. Dies ist ein Weg zum Frieden, einem Frieden, den wir alle verdienen und benötigen. Dieser Frieden ist möglich in Osttimor.“

„Botschaft an diejenigen, die Menschenrechtsverletzungen begangen haben

Im Geiste der Versöhnung reichen wir unseren osttimoresischen Brüdern und Schwestern, die Menschenrechtverletzungen begangen haben, die Hand. Wir wissen, dass ihr durch die Verletzung der Menschenrechte anderer eurer Menschlichkeit Schaden zugefügt habt. Die Wahrheitskommission möchte in einem Prozess helfen, in dem ihr als Mensch heil werden könnt.

Das bedeutet nicht einfach, die Vergangenheit oder die Schmerzen zu vergessen, sondern dass wir einen Prozess anbieten möchten, der uns allen helfen wird, unsere Wunden zu heilen und wieder ganz zu werden.

Dieser Prozess wird Gerechtigkeit beinhalten, und das heißt, dass ihr hierfür manchmal auch werdet Opfer bringen müssen für die Fehler, die ihr begangen habt. Für schwere Verbrechen werden weiterhin die Gerichte zuständig sein. Für minderschwere Verbrechen wird die Wahrheitskommission zusammen mit den Gemeinden auf lokaler Ebene einen Prozess durchführen, der den Gerechtigkeitsprozess unterstützen und euch helfen wird, euch friedlich wieder in eure Gemeinschaft zu integrieren. Dies ist der so genannte Prozess zur Versöhnung in der Gemeinde (Community Reconciliation Process), und es ist ein Prozess, an dem ihr freiwillig teilnehmen könnt.

Die Wahrheitskommission wird eure Menschenrechte verteidigen, einschließlich eures Rechts auf einen fairen Prozess und eures Rechts, euch ein neues Leben in Osttimor aufzubauen, wenn der Gerechtigkeitsprozess abgeschlossen ist.“